# Chris Penn
Christopher Shannon Penn, oftast kallad Chris Penn, född 10 oktober 1965 i Los Angeles, Kalifornien, död 24 januari 2006 i Santa Monica, Kalifornien, var en amerikansk skådespelare. Han var bror till Sean Penn och musikern Michael Penn.
Chris Penn kom från en familj med många skådespelare, förutom hans bröder, Michael Penn och Sean Penn var även hans föräldrar skådespelare. Fadern Leo Penn (1921–1998) var regissör och skådespelare, han regisserade bland annat tre avsnitt av Lilla huset på prärien. Penns mor heter Eileen Ryan och var även hon skådespelaren. Han var svåger till skådespelaren Robin Wright Penn och musikern Aimee Mann.
Några filmer som Penn har medverkat i är Pale Rider (1985), De hänsynslösa (1992) och True Romance (1993). Chris Penn var också röstskådespelare till Polis "Edward Pulaski" i datorspelet Grand Theft Auto: San Andreas. Han hade även svart bälte i karate. 
Chris Penns övervikt (han vägde över 120 kilo de sista åren) och hans tidigare problem med droger tros ligga bakom hans för tidiga död. Dödsorsaken var förstorat hjärta.

## Filmografi i urval
- 1983 - Rumble Fish
- 1984 - Footloose
- 1985 - Pale Rider
- 1986 - At close range
- 1989 - Best of the Best
- 1992 - De hänsynslösa
- 1993 - Best of the Best 2
- 1993 - Short Cuts
- 1993 - True Romance
- 1995 - High Heels
- 1996 - Mulholland Falls
- 1998 - Rush Hour
- 2001 - Kiss Kiss (Bang Bang)
- 2004 - Starsky & Hutch
- 2004 - After the Sunset